# Michał Rapacz
Michał Rapacz (16 de septiembre de 1904, Tenczyn - 12 de mayo de 1946, Płoki) sacerdote católico polaco, administrador parroquial en Płoki, asesinado por un grupo paramilitar comunista. En enero de 2024 el Papa Francisco aprobó la redacción del Decreto de beatificación, y en junio del mismo año fue la ceremonia de beatificación en Cracovia.

## Infancia y aprendizaje
Hijo de Jan y Marianna Wójcik, dedicados a la agricultura. Se graduó en la escuela secundaria en Myślenice y en 1926 ingresó en el Seminario Mayor de la Arquidiócesis de Cracovia. El 1 de febrero de 1931 fue ordenado sacerdote , estudiando de forma paralela en la Facultad de Teología de la Universidad Jagellónica.

## Actividades pastorales
Se desempeñó como párroco en Ploki, donde fungió como vicario (1931-1933), ocupandose de las asociaciones juveniles de la parroquia. Durante este tiempo de apostolado fundó un teatro de aficionados, y atendió a los enfermos y pobres. Para 1933 es trasladado a la Parroquia de San Lorenzo diácono y San Kazimierz Klólewicz en Rajcza. Regresa en 1937 a Ploki donde funge como administrador parroquial
Tras la ocupación de Polonia poor el Ejército Rojo, la zona donde residía Michał Rapacz fue fortalecida, a través de la solicitud de los activistas locales que Polonia fuera adherida a la URSS. Michal entonces comienza a recibir ataques y amenazas por su condición.

## Muerte
Posiblemente la sentencia de muerte fue dictada en abril de 1946 durante un encuentro del Partido Comunista en Trzebinia. Entre los participantes de la reunión había algunos que comunicaron al padre Michal la decisión tomada en dicho encuentro, por lo que, fue convencido de salir de Ploki, situación negada por el sacerdote, manteniendo su atención pastoral y su conciencia cristiana. En los últimos sermones a la comunidad expuso "aunque tuviera que caer muerto, no dejaré de predicar este Evangelio y no renunciaré a mi propia cruz".

### Asesinato
En la noche del 11 al 12 de mayo de 1946 (sábado-domingo), una milicia de unos 20 activistas comunistas irrumpió en el edificio de la rectoría. El ataque fue presenciado por Katarzyna Kutryba, la hermana del sacerdote, que dirigía su granja. Encerrada en su habitación por los atacantes, escuchó las declaraciones más fuertes del sacerdote. Muestran que probablemente le leyeron la sentencia de muerte, y cuando lo sacaron de la rectoría seguía repitiendo: Hágase tu voluntad, Señor. Primero arrastraron al padre Rapacz con una cuerda alrededor de la iglesia y lo golpearon, luego lo llevaron a un lugar aprox. 1 km de bosque. Allí lo golpearon en la cabeza con un objeto duro y le dispararon con pistolas: le dispararon cuatro tiros. Para evitar que nadie pidiera ayuda, los miembros de la casa fueron retenidos bajo los cañones de las armas hasta las 3 de la madrugada.

### Investigación

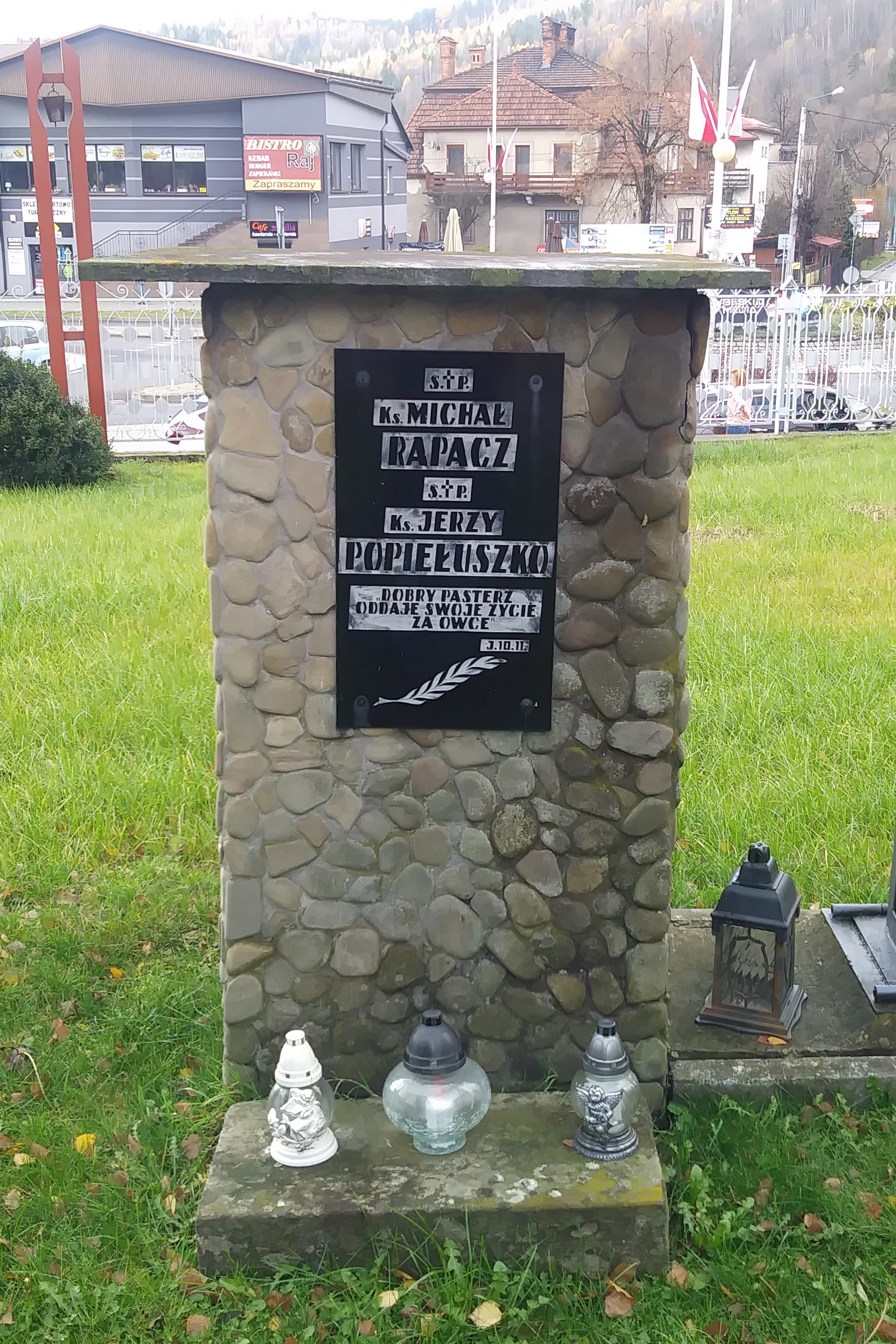
Monumento a la memoria del P. Michał Rapacz y el P. Jerzy Popiełuszko en Rajcza (2019)

Las circunstancias de la muerte de Michał Rapacz fueron reconstruidas a partir del informe del párroco de Trzebinia, el Padre León Bzowski, datado en 1946, una inspección local llevada a cabo por la milicia (cuya investigación fue dirigida por un oficial de la UB posteriormente acusado de asesinar al activista del PSL, Narcyz Wiatr Zawojny), un informe de la autopsia, pruebas balísticas y los testimonios de más de 15 testigos. En 1996, tras la muerte del Padre Rapacz, se inició una nueva investigación basada en un informe recibido por la Comisión de Crímenes contra la Nación Polaca. A pesar de la identificación de los nombres de los agentes de la UB, no se presentaron cargos contra nadie. La investigación se interrumpió en 2002.
El sacerdote fue enterrado en su parroquia natal de Lubń, junto a su recientemente fallecida madre, debido a la decisión de Katarzyna Kutryba, quien estaba molesta con los feligreses locales. Gracias a los esfuerzos del párroco Stanisław Jałoch, en 1980 el cuerpo fue exhumado y trasladado para ser enterrado en la iglesia de Płoki.

## Proceso de beatificación
Se desarrolló un culto local en torno al sacerdote mártir, y gracias a la iniciativa del obispo Julian Groblicki, se comenzaron a recopilar testimonios e informes sobre la vida y la muerte del Padre Rapacz. La Arquidiócesis de Cracovia inició el proceso de beatificación en 1992. Los materiales recopilados fueron evaluados y posteriormente transferidos a la Santa Sede.

Finalmente, el 24 de enero de 2024, el Papa Francisco aprobó el decreto sobre el martirio del Padre Rapacz. Esta aprobación representó un paso significativo en el proceso de beatificación, reconociendo oficialmente el sacrificio y la santidad del sacerdote. Este decreto fue un reconocimiento por parte de la Iglesia Católica de la martirización del Padre Rapacz y sentó las bases para avanzar en el proceso de su beatificación, que podría haber culminado con su eventual canonización como santo de la Iglesia Católica. Fue beatificado el 15 de junio de 2024 en Cracovia. El Cardenal Semeraro en la homilía de beatificación expuso sobre el beato que: 
La beatificación de hoy es un signo del consuelo de Dios en un tiempo todavía marcado por la violencia y la guerra en muchas partes del mundo, incluso no lejos de aquí.
Siguiendo el planteamiento del Papa Francisco de mostrar a los mártires como elementos claves para el análisis de la realidad y la persecución religiosa en el mundo.